# Comuni della Repubblica Ceca (B)
Questa pagina contiene l'elenco dei comuni cechi il cui nome inizia con la lettera B.
Per ciascun comune sono indicati il distretto e la regione d'appartenenza. I comuni che hanno lo status di città (město) sono indicati in grassetto, quelli che hanno lo status di comune mercato (městys) in corsivo.
| Comune                           | Distretto           | Regione             |
| -------------------------------- | ------------------- | ------------------- |
| Babice (Boemia centrale)         | Praha-východ        | Boemia centrale     |
| Babice (Boemia meridionale)      | Prachatice          | Boemia meridionale  |
| Babice (Hradec Králové)          | Hradec Králové      | Hradec Králové      |
| Babice (Olomouc)                 | Olomouc             | Olomouc             |
| Babice (Vysočina)                | Třebíč              | Vysočina            |
| Babice (Zlín)                    | Uherské Hradiště    | Zlín                |
| Babice nad Svitavou              | Brno-venkov         | Moravia meridionale |
| Babice u Rosic                   | Brno-venkov         | Moravia meridionale |
| Babylon (Repubblica Ceca)        | Domažlice           | Plzeň               |
| Bácovice                         | Pelhřimov           | Vysočina            |
| Bačalky                          | Jičín               | Hradec Králové      |
| Bačetín                          | Rychnov nad Kněžnou | Hradec Králové      |
| Bačice                           | Třebíč              | Vysočina            |
| Bačkov (Repubblica Ceca)         | Havlíčkův Brod      | Vysočina            |
| Bačkovice                        | Třebíč              | Vysočina            |
| Bakov nad Jizerou                | Mladá Boleslav      | Boemia centrale     |
| Baliny                           | Žďár nad Sázavou    | Vysočina            |
| Balkova Lhota                    | Tábor               | Boemia meridionale  |
| Banín                            | Svitavy             | Pardubice           |
| Bánov                            | Uherské Hradiště    | Zlín                |
| Báňovice                         | Jindřichův Hradec   | Boemia meridionale  |
| Bantice                          | Znojmo              | Moravia meridionale |
| Barchov (Hradec Králové)         | Hradec Králové      | Hradec Králové      |
| Barchov (Pardubice)              | Pardubice           | Pardubice           |
| Barchovice                       | Kolín               | Boemia centrale     |
| Bartošovice                      | Nový Jičín          | Moravia-Slesia      |
| Bartošovice v Orlických horách   | Rychnov nad Kněžnou | Hradec Králové      |
| Bartoušov                        | Havlíčkův Brod      | Vysočina            |
| Bařice-Velké Těšany              | Kroměříž            | Zlín                |
| Baška (Repubblica Ceca)          | Frýdek-Místek       | Moravia-Slesia      |
| Bašnice                          | Jičín               | Hradec Králové      |
| Bašť                             | Praha-východ        | Boemia centrale     |
| Batelov                          | Jihlava             | Vysočina            |
| Batňovice                        | Trutnov             | Hradec Králové      |
| Bavorov                          | Strakonice          | Boemia meridionale  |
| Bavory                           | Břeclav             | Moravia meridionale |
| Bavoryně                         | Beroun              | Boemia centrale     |
| Bdeněves                         | Plzeň-sever         | Plzeň               |
| Bdín                             | Rakovník            | Boemia centrale     |
| Bečice (Tábor)                   | Tábor               | Boemia meridionale  |
| Bečice (České Budějovice)        | České Budějovice    | Boemia meridionale  |
| Bečov                            | Most                | Ústí nad Labem      |
| Bečov nad Teplou                 | Karlovy Vary        | Karlovy Vary        |
| Bečváry                          | Kolín               | Boemia centrale     |
| Bedihošť                         | Prostějov           | Olomouc             |
| Bednárec                         | Jindřichův Hradec   | Boemia meridionale  |
| Bednáreček                       | Jindřichův Hradec   | Boemia meridionale  |
| Bedřichov (Liberec)              | Jablonec nad Nisou  | Liberec             |
| Bedřichov (Moravia meridionale)  | Blansko             | Moravia meridionale |
| Běhařov                          | Klatovy             | Plzeň               |
| Běhařovice                       | Znojmo              | Moravia meridionale |
| Běchary                          | Jičín               | Hradec Králové      |
| Bechlín                          | Litoměřice          | Ústí nad Labem      |
| Bechyně                          | Tábor               | Boemia meridionale  |
| Bělá (Havlíčkův Brod)            | Havlíčkův Brod      | Vysočina            |
| Bělá (Liberec)                   | Semily              | Liberec             |
| Bělá (Moravia-Slesia)            | Opava               | Moravia-Slesia      |
| Bělá (Pelhřimov)                 | Pelhřimov           | Vysočina            |
| Bělá nad Radbuzou                | Domažlice           | Plzeň               |
| Bělá nad Svitavou                | Svitavy             | Pardubice           |
| Bělá pod Bezdězem                | Mladá Boleslav      | Boemia centrale     |
| Bělá pod Pradědem                | Jeseník             | Olomouc             |
| Bělá u Jevíčka                   | Svitavy             | Pardubice           |
| Bělčice                          | Strakonice          | Boemia meridionale  |
| Běleč (Boemia centrale)          | Kladno              | Boemia centrale     |
| Běleč (Boemia meridionale)       | Tábor               | Boemia meridionale  |
| Běleč (Moravia meridionale)      | Brno-venkov         | Moravia meridionale |
| Běleč nad Orlicí                 | Hradec Králové      | Hradec Králové      |
| Bělkovice-Lašťany                | Olomouc             | Olomouc             |
| Běloky                           | Kladno              | Boemia centrale     |
| Bělotín                          | Přerov              | Olomouc             |
| Bělov                            | Zlín                | Zlín                |
| Bělušice (Boemia centrale)       | Kolín               | Boemia centrale     |
| Bělušice (Ústí nad Labem)        | Most                | Ústí nad Labem      |
| Benátky (Pardubice)              | Svitavy             | Pardubice           |
| Benátky (Hradec Králové)         | Hradec Králové      | Hradec Králové      |
| Benátky nad Jizerou              | Mladá Boleslav      | Boemia centrale     |
| Benecko                          | Semily              | Liberec             |
| Benešov                          | Benešov             | Boemia centrale     |
| Benešov (Moravia meridionale)    | Blansko             | Moravia meridionale |
| Benešov nad Ploučnicí            | Děčín               | Ústí nad Labem      |
| Benešov nad Černou               | Český Krumlov       | Boemia meridionale  |
| Benešov u Semil                  | Semily              | Liberec             |
| Benešovice                       | Tachov              | Plzeň               |
| Benetice                         | Třebíč              | Vysočina            |
| Beňov                            | Přerov              | Olomouc             |
| Bernardov                        | Kutná Hora          | Boemia centrale     |
| Bernartice (Boemia centrale)     | Benešov             | Boemia centrale     |
| Bernartice (Boemia meridionale)  | Písek               | Boemia meridionale  |
| Bernartice (Hradec Králové)      | Trutnov             | Hradec Králové      |
| Bernartice (Olomouc)             | Jeseník             | Olomouc             |
| Bernartice nad Odrou             | Nový Jičín          | Moravia-Slesia      |
| Beroun                           | Beroun              | Boemia centrale     |
| Běrunice                         | Nymburk             | Boemia centrale     |
| Beřovice                         | Kladno              | Boemia centrale     |
| Besednice                        | Český Krumlov       | Boemia meridionale  |
| Běstovice                        | Ústí nad Orlicí     | Pardubice           |
| Běstvina                         | Chrudim             | Pardubice           |
| Běšiny                           | Klatovy             | Plzeň               |
| Běštín                           | Beroun              | Boemia centrale     |
| Bezděčí u Trnávky                | Svitavy             | Pardubice           |
| Bezdědovice                      | Strakonice          | Boemia meridionale  |
| Bezděkov (Klatovy)               | Klatovy             | Plzeň               |
| Bezděkov (Pardubice)             | Pardubice           | Pardubice           |
| Bezděkov (Rokycany)              | Rokycany            | Plzeň               |
| Bezděkov (Vysočina)              | Havlíčkův Brod      | Vysočina            |
| Bezděkov nad Metují              | Náchod              | Hradec Králové      |
| Bezděkov pod Třemšínem           | Příbram             | Boemia centrale     |
| Bezděz                           | Česká Lípa          | Liberec             |
| Bezdružice                       | Tachov              | Plzeň               |
| Bezkov                           | Znojmo              | Moravia meridionale |
| Bezměrov                         | Kroměříž            | Zlín                |
| Bezno                            | Mladá Boleslav      | Boemia centrale     |
| Bezuchov                         | Přerov              | Olomouc             |
| Bezvěrov                         | Plzeň-sever         | Plzeň               |
| Bílá (Liberec)                   | Liberec             | Liberec             |
| Bílá (Moravia-Slesia)            | Frýdek-Místek       | Moravia-Slesia      |
| Bílá Hlína                       | Mladá Boleslav      | Boemia centrale     |
| Bílá Lhota                       | Olomouc             | Olomouc             |
| Bílá Třemešná                    | Trutnov             | Hradec Králové      |
| Bílá Voda                        | Jeseník             | Olomouc             |
| Bílčice                          | Bruntál             | Moravia-Slesia      |
| Bílé Podolí                      | Kutná Hora          | Boemia centrale     |
| Bílé Poličany                    | Trutnov             | Hradec Králové      |
| Bílence                          | Chomutov            | Ústí nad Labem      |
| Bílichov                         | Kladno              | Boemia centrale     |
| Bílina                           | Teplice             | Ústí nad Labem      |
| Bílkovice                        | Benešov             | Boemia centrale     |
| Bílov (Moravia-Slesia)           | Nový Jičín          | Moravia-Slesia      |
| Bílov (Plzeň)                    | Plzeň-sever         | Plzeň               |
| Bílovec                          | Nový Jičín          | Moravia-Slesia      |
| Bílovice                         | Uherské Hradiště    | Zlín                |
| Bílovice nad Svitavou            | Brno-venkov         | Moravia meridionale |
| Bílovice-Lutotín                 | Prostějov           | Olomouc             |
| Bílsko (Boemia meridionale)      | Strakonice          | Boemia meridionale  |
| Bílsko (Olomouc)                 | Olomouc             | Olomouc             |
| Bílsko u Hořic                   | Jičín               | Hradec Králové      |
| Bílý Kámen                       | Jihlava             | Vysočina            |
| Bílý Kostel nad Nisou            | Liberec             | Liberec             |
| Bílý Potok                       | Liberec             | Liberec             |
| Bílý Újezd                       | Rychnov nad Kněžnou | Hradec Králové      |
| Biřkov                           | Klatovy             | Plzeň               |
| Biskoupky                        | Brno-venkov         | Moravia meridionale |
| Biskupice (Chrudim)              | Chrudim             | Pardubice           |
| Biskupice (Olomouc)              | Prostějov           | Olomouc             |
| Biskupice (Svitavy)              | Svitavy             | Pardubice           |
| Biskupice (Zlín)                 | Zlín                | Zlín                |
| Biskupice-Pulkov                 | Třebíč              | Vysočina            |
| Bítouchov                        | Mladá Boleslav      | Boemia centrale     |
| Bítov (Moravia meridionale)      | Znojmo              | Moravia meridionale |
| Bítov (Moravia-Slesia)           | Nový Jičín          | Moravia-Slesia      |
| Bítovany                         | Chrudim             | Pardubice           |
| Bítovčice                        | Jihlava             | Vysočina            |
| Bitozeves                        | Louny               | Ústí nad Labem      |
| Blanné                           | Znojmo              | Moravia meridionale |
| Blansko                          | Blansko             | Moravia meridionale |
| Blatce                           | Česká Lípa          | Liberec             |
| Blatec                           | Olomouc             | Olomouc             |
| Blatná                           | Strakonice          | Boemia meridionale  |
| Blatnice (Plzeň)                 | Plzeň-sever         | Plzeň               |
| Blatnice (Vysočina)              | Třebíč              | Vysočina            |
| Blatnice pod Svatým Antonínkem   | Hodonín             | Moravia meridionale |
| Blatnička                        | Hodonín             | Moravia meridionale |
| Blatno (Chomutov)                | Chomutov            | Ústí nad Labem      |
| Blatno (Louny)                   | Louny               | Ústí nad Labem      |
| Blazice                          | Kroměříž            | Zlín                |
| Blažejov                         | Jindřichův Hradec   | Boemia meridionale  |
| Blažejovice                      | Benešov             | Boemia centrale     |
| Blažim (Plzeň)                   | Plzeň-sever         | Plzeň               |
| Blažim (Ústí nad Labem)          | Louny               | Ústí nad Labem      |
| Blažkov                          | Žďár nad Sázavou    | Vysočina            |
| Blažovice                        | Brno-venkov         | Moravia meridionale |
| Blešno                           | Hradec Králové      | Hradec Králové      |
| Blevice                          | Kladno              | Boemia centrale     |
| Blízkov                          | Žďár nad Sázavou    | Vysočina            |
| Blížejov                         | Domažlice           | Plzeň               |
| Blíževedly                       | Česká Lípa          | Liberec             |
| Blížkovice                       | Znojmo              | Moravia meridionale |
| Blovice                          | Plzeň-jih           | Plzeň               |
| Blšany                           | Louny               | Ústí nad Labem      |
| Blšany u Loun                    | Louny               | Ústí nad Labem      |
| Blučina                          | Brno-venkov         | Moravia meridionale |
| Bludov (Boemia centrale)         | Kutná Hora          | Boemia centrale     |
| Bludov (Olomouc)                 | Šumperk             | Olomouc             |
| Bobnice                          | Nymburk             | Boemia centrale     |
| Bobrová                          | Žďár nad Sázavou    | Vysočina            |
| Bobrůvka                         | Žďár nad Sázavou    | Vysočina            |
| Bocanovice                       | Frýdek-Místek       | Moravia-Slesia      |
| Boháňka                          | Jičín               | Hradec Králové      |
| Boharyně                         | Hradec Králové      | Hradec Králové      |
| Bohatice                         | Česká Lípa          | Liberec             |
| Bohaté Málkovice                 | Vyškov              | Moravia meridionale |
| Bohdalec                         | Žďár nad Sázavou    | Vysočina            |
| Bohdalice-Pavlovice              | Vyškov              | Moravia meridionale |
| Bohdalín                         | Pelhřimov           | Vysočina            |
| Bohdalov                         | Žďár nad Sázavou    | Vysočina            |
| Bohdalovice                      | Český Krumlov       | Boemia meridionale  |
| Bohdaneč                         | Kutná Hora          | Boemia centrale     |
| Bohdašín                         | Rychnov nad Kněžnou | Hradec Králové      |
| Bohdíkov                         | Šumperk             | Olomouc             |
| Bohostice                        | Příbram             | Boemia centrale     |
| Bohumilice                       | Prachatice          | Boemia meridionale  |
| Bohumín                          | Karviná             | Moravia-Slesia      |
| Bohunice (Repubblica Ceca)       | Prachatice          | Boemia meridionale  |
| Bohuňov (Pardubice)              | Svitavy             | Pardubice           |
| Bohuňov (Vysočina)               | Žďár nad Sázavou    | Vysočina            |
| Bohuňovice (Olomouc)             | Olomouc             | Olomouc             |
| Bohuňovice (Pardubice)           | Svitavy             | Pardubice           |
| Bohuslavice (Hradec Králové)     | Náchod              | Hradec Králové      |
| Bohuslavice (Moravia-Slesia)     | Opava               | Moravia-Slesia      |
| Bohuslavice (Prostějov)          | Prostějov           | Olomouc             |
| Bohuslavice (Vysočina)           | Jihlava             | Vysočina            |
| Bohuslavice (Šumperk)            | Šumperk             | Olomouc             |
| Bohuslavice nad Vláří            | Zlín                | Zlín                |
| Bohuslavice u Zlína              | Zlín                | Zlín                |
| Bohuslávky                       | Přerov              | Olomouc             |
| Bohušice                         | Třebíč              | Vysočina            |
| Bohušov                          | Bruntál             | Moravia-Slesia      |
| Bohušovice nad Ohří              | Litoměřice          | Ústí nad Labem      |
| Bohutice                         | Znojmo              | Moravia meridionale |
| Bohutín (Boemia centrale)        | Příbram             | Boemia centrale     |
| Bohutín (Olomouc)                | Šumperk             | Olomouc             |
| Bohy                             | Plzeň-sever         | Plzeň               |
| Bochoř                           | Přerov              | Olomouc             |
| Bochov                           | Karlovy Vary        | Karlovy Vary        |
| Bochovice                        | Třebíč              | Vysočina            |
| Bojanov                          | Chrudim             | Pardubice           |
| Bojanovice (Boemia centrale)     | Praha-západ         | Boemia centrale     |
| Bojanovice (Moravia meridionale) | Znojmo              | Moravia meridionale |
| Bojiště                          | Havlíčkův Brod      | Vysočina            |
| Bojkovice                        | Uherské Hradiště    | Zlín                |
| Bolatice                         | Opava               | Moravia-Slesia      |
| Boleboř                          | Chomutov            | Ústí nad Labem      |
| Bolehošť                         | Rychnov nad Kněžnou | Hradec Králové      |
| Boleradice                       | Břeclav             | Moravia meridionale |
| Bolešiny                         | Klatovy             | Plzeň               |
| Boletice                         | Český Krumlov       | Boemia meridionale  |
| Bolkov                           | Plzeň-jih           | Plzeň               |
| Boňkov                           | Havlíčkův Brod      | Vysočina            |
| Bor (Repubblica Ceca)            | Tachov              | Plzeň               |
| Bor u Skutče                     | Chrudim             | Pardubice           |
| Borač                            | Brno-venkov         | Moravia meridionale |
| Bordovice                        | Nový Jičín          | Moravia-Slesia      |
| Boreč                            | Mladá Boleslav      | Boemia centrale     |
| Borek (Boemia centrale)          | Praha-východ        | Boemia centrale     |
| Borek (Boemia meridionale)       | České Budějovice    | Boemia meridionale  |
| Borek (Hradec Králové)           | Jičín               | Hradec Králové      |
| Borek (Pardubice)                | Pardubice           | Pardubice           |
| Borek (Vysočina)                 | Havlíčkův Brod      | Vysočina            |
| Borkovany                        | Břeclav             | Moravia meridionale |
| Borkovice                        | Tábor               | Boemia meridionale  |
| Borohrádek                       | Rychnov nad Kněžnou | Hradec Králové      |
| Borotice (Boemia centrale)       | Příbram             | Boemia centrale     |
| Borotice (Moravia meridionale)   | Znojmo              | Moravia meridionale |
| Borotín (Boemia meridionale)     | Tábor               | Boemia meridionale  |
| Borotín (Moravia meridionale)    | Blansko             | Moravia meridionale |
| Borová (Hradec Králové)          | Náchod              | Hradec Králové      |
| Borová (Pardubice)               | Svitavy             | Pardubice           |
| Borová Lada                      | Prachatice          | Boemia meridionale  |
| Borovany                         | České Budějovice    | Boemia meridionale  |
| Borovany (Písek)                 | Písek               | Boemia meridionale  |
| Borovná                          | Jihlava             | Vysočina            |
| Borovnice (Boemia centrale)      | Benešov             | Boemia centrale     |
| Borovnice (Boemia meridionale)   | České Budějovice    | Boemia meridionale  |
| Borovnice (Rychnov nad Kněžnou)  | Rychnov nad Kněžnou | Hradec Králové      |
| Borovnice (Trutnov)              | Trutnov             | Hradec Králové      |
| Borovnice (Vysočina)             | Žďár nad Sázavou    | Vysočina            |
| Borovnička                       | Trutnov             | Hradec Králové      |
| Borovník                         | Brno-venkov         | Moravia meridionale |
| Borovno                          | Plzeň-jih           | Plzeň               |
| Borovy                           | Plzeň-jih           | Plzeň               |
| Boršice                          | Uherské Hradiště    | Zlín                |
| Boršice u Blatnice               | Uherské Hradiště    | Zlín                |
| Boršov                           | Jihlava             | Vysočina            |
| Boršov nad Vltavou               | České Budějovice    | Boemia meridionale  |
| Borušov                          | Svitavy             | Pardubice           |
| Bory (Repubblica Ceca)           | Žďár nad Sázavou    | Vysočina            |
| Bořanovice                       | Praha-východ        | Boemia centrale     |
| Bořenovice                       | Kroměříž            | Zlín                |
| Bořetice (Moravia meridionale)   | Břeclav             | Moravia meridionale |
| Bořetice (Vysočina)              | Pelhřimov           | Vysočina            |
| Bořetín (Boemia meridionale)     | Jindřichův Hradec   | Boemia meridionale  |
| Bořetín (Vysočina)               | Pelhřimov           | Vysočina            |
| Bořice                           | Chrudim             | Pardubice           |
| Bořislav                         | Teplice             | Ústí nad Labem      |
| Bořitov                          | Blansko             | Moravia meridionale |
| Boseň                            | Mladá Boleslav      | Boemia centrale     |
| Boskovice                        | Blansko             | Moravia meridionale |
| Boskovštejn                      | Znojmo              | Moravia meridionale |
| Bošice                           | Prachatice          | Boemia meridionale  |
| Bošilec                          | České Budějovice    | Boemia meridionale  |
| Bošín                            | Ústí nad Orlicí     | Pardubice           |
| Bošovice                         | Vyškov              | Moravia meridionale |
| Boudy                            | Písek               | Boemia meridionale  |
| Bousín                           | Prostějov           | Olomouc             |
| Bousov                           | Chrudim             | Pardubice           |
| Bouzov                           | Olomouc             | Olomouc             |
| Bozkov                           | Semily              | Liberec             |
| Božanov                          | Náchod              | Hradec Králové      |
| Božejov                          | Pelhřimov           | Vysočina            |
| Božetice                         | Písek               | Boemia meridionale  |
| Boží Dar                         | Karlovy Vary        | Karlovy Vary        |
| Božice                           | Znojmo              | Moravia meridionale |
| Božičany                         | Karlovy Vary        | Karlovy Vary        |
| Brada-Rybníček                   | Jičín               | Hradec Králové      |
| Bradáčov                         | Tábor               | Boemia meridionale  |
| Bradlec                          | Mladá Boleslav      | Boemia centrale     |
| Bradlecká Lhota                  | Semily              | Liberec             |
| Brambory                         | Kutná Hora          | Boemia centrale     |
| Braňany                          | Most                | Ústí nad Labem      |
| Brandov                          | Most                | Ústí nad Labem      |
| Brandýs nad Labem-Stará Boleslav | Praha-východ        | Boemia centrale     |
| Brandýs nad Orlicí               | Ústí nad Orlicí     | Pardubice           |
| Brandýsek                        | Kladno              | Boemia centrale     |
| Branice (Repubblica Ceca)        | Písek               | Boemia meridionale  |
| Braníškov                        | Brno-venkov         | Moravia meridionale |
| Branišov                         | České Budějovice    | Boemia meridionale  |
| Branišovice                      | Brno-venkov         | Moravia meridionale |
| Branka u Opavy                   | Opava               | Moravia-Slesia      |
| Brankovice                       | Vyškov              | Moravia meridionale |
| Branky                           | Vsetín              | Zlín                |
| Branná                           | Šumperk             | Olomouc             |
| Branov                           | Rakovník            | Boemia centrale     |
| Bransouze                        | Třebíč              | Vysočina            |
| Brantice                         | Bruntál             | Moravia-Slesia      |
| Branžež                          | Mladá Boleslav      | Boemia centrale     |
| Braškov                          | Kladno              | Boemia centrale     |
| Bratčice (Boemia centrale)       | Kutná Hora          | Boemia centrale     |
| Bratčice (Moravia meridionale)   | Brno-venkov         | Moravia meridionale |
| Bratkovice                       | Příbram             | Boemia centrale     |
| Bratronice (Boemia centrale)     | Kladno              | Boemia centrale     |
| Bratronice (Boemia meridionale)  | Strakonice          | Boemia meridionale  |
| Bratrušov                        | Šumperk             | Olomouc             |
| Bratřejov                        | Zlín                | Zlín                |
| Bratřice                         | Pelhřimov           | Vysočina            |
| Bratříkovice                     | Opava               | Moravia-Slesia      |
| Bratřínov                        | Praha-západ         | Boemia centrale     |
| Bravantice                       | Nový Jičín          | Moravia-Slesia      |
| Brázdim                          | Praha-východ        | Boemia centrale     |
| Brdy                             | Příbram             | Boemia centrale     |
| Brloh (Boemia meridionale)       | Český Krumlov       | Boemia meridionale  |
| Brloh (Pardubice)                | Pardubice           | Pardubice           |
| Brňany                           | Litoměřice          | Ústí nad Labem      |
| Brněnec                          | Svitavy             | Pardubice           |
| Brníčko                          | Šumperk             | Olomouc             |
| Brnířov                          | Domažlice           | Plzeň               |
| Brniště                          | Česká Lípa          | Liberec             |
| Brod nad Dyjí                    | Břeclav             | Moravia meridionale |
| Brod nad Tichou                  | Tachov              | Plzeň               |
| Brodce                           | Mladá Boleslav      | Boemia centrale     |
| Brodec                           | Louny               | Ústí nad Labem      |
| Brodek u Konice                  | Prostějov           | Olomouc             |
| Brodek u Prostějova              | Prostějov           | Olomouc             |
| Brodek u Přerova                 | Přerov              | Olomouc             |
| Brodeslavy                       | Plzeň-sever         | Plzeň               |
| Broumov                          | Náchod              | Hradec Králové      |
| Broumov (Plzeň)                  | Tachov              | Plzeň               |
| Broumy                           | Beroun              | Boemia centrale     |
| Brozany nad Ohří                 | Litoměřice          | Ústí nad Labem      |
| Brtnice                          | Jihlava             | Vysočina            |
| Brtnička                         | Jihlava             | Vysočina            |
| Brťov-Jeneč                      | Blansko             | Moravia meridionale |
| Brumov                           | Brno-venkov         | Moravia meridionale |
| Brumov-Bylnice                   | Zlín                | Zlín                |
| Brumovice (Moravia meridionale)  | Břeclav             | Moravia meridionale |
| Brumovice (Moravia-Slesia)       | Opava               | Moravia-Slesia      |
| Bruntál                          | Bruntál             | Moravia-Slesia      |
| Brusné                           | Kroměříž            | Zlín                |
| Brušperk                         | Frýdek-Místek       | Moravia-Slesia      |
| Bruzovice                        | Frýdek-Místek       | Moravia-Slesia      |
| Brzánky                          | Litoměřice          | Ústí nad Labem      |
| Brzice                           | Náchod              | Hradec Králové      |
| Brzkov                           | Jihlava             | Vysočina            |
| Břasy                            | Rokycany            | Plzeň               |
| Břeclav                          | Břeclav             | Moravia meridionale |
| Břehov                           | České Budějovice    | Boemia meridionale  |
| Břehy                            | Pardubice           | Pardubice           |
| Břest                            | Kroměříž            | Zlín                |
| Břestek                          | Uherské Hradiště    | Zlín                |
| Břevnice                         | Havlíčkův Brod      | Vysočina            |
| Březejc                          | Žďár nad Sázavou    | Vysočina            |
| Březí (Boemia centrale)          | Praha-východ        | Boemia centrale     |
| Březí (Boemia meridionale)       | Strakonice          | Boemia meridionale  |
| Březí (Moravia meridionale)      | Břeclav             | Moravia meridionale |
| Březí (Vysočina)                 | Žďár nad Sázavou    | Vysočina            |
| Březí nad Oslavou                | Žďár nad Sázavou    | Vysočina            |
| Březina (Boemia centrale)        | Mladá Boleslav      | Boemia centrale     |
| Březina (Boemia meridionale)     | Jindřichův Hradec   | Boemia meridionale  |
| Březina (Hradec Králové)         | Jičín               | Hradec Králové      |
| Březina (Pardubice)              | Svitavy             | Pardubice           |
| Březina (Plzeň)                  | Rokycany            | Plzeň               |
| vojenský újezd Březina           | Vyškov              | Moravia meridionale |
| Březina u Křtin                  | Brno-venkov         | Moravia meridionale |
| Březina u Tišnova                | Brno-venkov         | Moravia meridionale |
| Březinky                         | Svitavy             | Pardubice           |
| Březiny                          | Svitavy             | Pardubice           |
| Březnice (Boemia centrale)       | Příbram             | Boemia centrale     |
| Březnice (Boemia meridionale)    | Tábor               | Boemia meridionale  |
| Březnice (Zlín)                  | Zlín                | Zlín                |
| Březník                          | Třebíč              | Vysočina            |
| Březno (Boemia centrale)         | Mladá Boleslav      | Boemia centrale     |
| Březno (Ústí nad Labem)          | Chomutov            | Ústí nad Labem      |
| Březolupy                        | Uherské Hradiště    | Zlín                |
| Březová (Sokolov)                | Sokolov             | Karlovy Vary        |
| Březová (Boemia centrale)        | Beroun              | Boemia centrale     |
| Březová (Karlovy Vary)           | Karlovy Vary        | Karlovy Vary        |
| Březová (Moravia-Slesia)         | Opava               | Moravia-Slesia      |
| Březová (Uherské Hradiště)       | Uherské Hradiště    | Zlín                |
| Březová (Zlín)                   | Zlín                | Zlín                |
| Březová nad Svitavou             | Svitavy             | Pardubice           |
| Březová-Oleško                   | Praha-západ         | Boemia centrale     |
| Březovice                        | Mladá Boleslav      | Boemia centrale     |
| Březské                          | Žďár nad Sázavou    | Vysočina            |
| Březsko                          | Prostějov           | Olomouc             |
| Březůvky                         | Zlín                | Zlín                |
| Břežany (Boemia centrale)        | Rakovník            | Boemia centrale     |
| Břežany (Moravia meridionale)    | Znojmo              | Moravia meridionale |
| Břežany (Plzeň)                  | Klatovy             | Plzeň               |
| Břežany I                        | Kolín               | Boemia centrale     |
| Břežany II                       | Kolín               | Boemia centrale     |
| Břidličná                        | Bruntál             | Moravia-Slesia      |
| Bříství                          | Nymburk             | Boemia centrale     |
| Bříšťany                         | Jičín               | Hradec Králové      |
| Bříza                            | Litoměřice          | Ústí nad Labem      |
| Břvany                           | Louny               | Ústí nad Labem      |
| Bublava                          | Sokolov             | Karlovy Vary        |
| Bubovice                         | Beroun              | Boemia centrale     |
| Bučí                             | Plzeň-sever         | Plzeň               |
| Bučina                           | Ústí nad Orlicí     | Pardubice           |
| Bučovice                         | Vyškov              | Moravia meridionale |
| Budčeves                         | Jičín               | Hradec Králové      |
| Budeč (Vysočina)                 | Žďár nad Sázavou    | Vysočina            |
| Budeč (Boemia meridionale)       | Jindřichův Hradec   | Boemia meridionale  |
| Budětice                         | Klatovy             | Plzeň               |
| Budětsko                         | Prostějov           | Olomouc             |
| Budíkov                          | Pelhřimov           | Vysočina            |
| Budiměřice                       | Nymburk             | Boemia centrale     |
| Budislav (Boemia meridionale)    | Tábor               | Boemia meridionale  |
| Budislav (Pardubice)             | Svitavy             | Pardubice           |
| Budíškovice                      | Jindřichův Hradec   | Boemia meridionale  |
| Budišov                          | Třebíč              | Vysočina            |
| Budišov nad Budišovkou           | Opava               | Moravia-Slesia      |
| Budišovice                       | Opava               | Moravia-Slesia      |
| Budkov (Boemia meridionale)      | Prachatice          | Boemia meridionale  |
| Budkov (Vysočina)                | Třebíč              | Vysočina            |
| Budyně                           | Strakonice          | Boemia meridionale  |
| Budyně nad Ohří                  | Litoměřice          | Ústí nad Labem      |
| Buchlovice                       | Uherské Hradiště    | Zlín                |
| Bujanov                          | Český Krumlov       | Boemia meridionale  |
| Bujesily                         | Rokycany            | Plzeň               |
| Buk (Boemia meridionale)         | Prachatice          | Boemia meridionale  |
| Buk (Olomouc)                    | Přerov              | Olomouc             |
| Bukov                            | Žďár nad Sázavou    | Vysočina            |
| Buková (Plzeň)                   | Plzeň-jih           | Plzeň               |
| Buková (Olomouc)                 | Prostějov           | Olomouc             |
| Buková u Příbramě                | Příbram             | Boemia centrale     |
| Bukovany (Benešov)               | Benešov             | Boemia centrale     |
| Bukovany (Karlovy Vary)          | Sokolov             | Karlovy Vary        |
| Bukovany (Moravia meridionale)   | Hodonín             | Moravia meridionale |
| Bukovany (Olomouc)               | Olomouc             | Olomouc             |
| Bukovany (Příbram)               | Příbram             | Boemia centrale     |
| Bukovec (Moravia-Slesia)         | Frýdek-Místek       | Moravia-Slesia      |
| Bukovec (Plzeň)                  | Domažlice           | Plzeň               |
| Bukovice (Hradec Králové)        | Náchod              | Hradec Králové      |
| Bukovice (Moravia meridionale)   | Brno-venkov         | Moravia meridionale |
| Bukovina (Repubblica Ceca)       | Blansko             | Moravia meridionale |
| Bukovina nad Labem               | Pardubice           | Pardubice           |
| Bukovina u Přelouče              | Pardubice           | Pardubice           |
| Bukovina u Čisté                 | Semily              | Liberec             |
| Bukovinka                        | Blansko             | Moravia meridionale |
| Bukovka                          | Pardubice           | Pardubice           |
| Bukovník                         | Klatovy             | Plzeň               |
| Bukovno                          | Mladá Boleslav      | Boemia centrale     |
| Bukvice                          | Jičín               | Hradec Králové      |
| Bulhary (Repubblica Ceca)        | Břeclav             | Moravia meridionale |
| Bulovka                          | Liberec             | Liberec             |
| Buřenice                         | Pelhřimov           | Vysočina            |
| Buš                              | Praha-západ         | Boemia centrale     |
| Bušanovice                       | Prachatice          | Boemia meridionale  |
| Bušín                            | Šumperk             | Olomouc             |
| Bušovice                         | Rokycany            | Plzeň               |
| Buštěhrad                        | Kladno              | Boemia centrale     |
| Butoves                          | Jičín               | Hradec Králové      |
| Buzice                           | Strakonice          | Boemia meridionale  |
| Býčkovice                        | Litoměřice          | Ústí nad Labem      |
| Býchory                          | Kolín               | Boemia centrale     |
| Býkev                            | Mělník              | Boemia centrale     |
| Bykoš                            | Beroun              | Boemia centrale     |
| Býkov-Láryšov                    | Bruntál             | Moravia-Slesia      |
| Býkovice                         | Blansko             | Moravia meridionale |
| Bylany (comune)                  | Chrudim             | Pardubice           |
| Bynovec                          | Děčín               | Ústí nad Labem      |
| Bystrá (Repubblica Ceca)         | Pelhřimov           | Vysočina            |
| Bystrá nad Jizerou               | Semily              | Liberec             |
| Bystré (Pardubice)               | Svitavy             | Pardubice           |
| Bystré (Hradec Králové)          | Rychnov nad Kněžnou | Hradec Králové      |
| Bystročice                       | Olomouc             | Olomouc             |
| Bystrovany                       | Olomouc             | Olomouc             |
| Bystřany                         | Teplice             | Ústí nad Labem      |
| Bystřec                          | Ústí nad Orlicí     | Pardubice           |
| Bystřice                         | Benešov             | Boemia centrale     |
| Bystřice (Hradec Králové)        | Jičín               | Hradec Králové      |
| Bystřice (Moravia-Slesia)        | Frýdek-Místek       | Moravia-Slesia      |
| Bystřice nad Pernštejnem         | Žďár nad Sázavou    | Vysočina            |
| Bystřice pod Hostýnem            | Kroměříž            | Zlín                |
| Bystřice pod Lopeníkem           | Uherské Hradiště    | Zlín                |
| Bystřička                        | Vsetín              | Zlín                |
| Byšice                           | Mělník              | Boemia centrale     |
| Býškovice                        | Přerov              | Olomouc             |
| Býšovec                          | Žďár nad Sázavou    | Vysočina            |
| Býšť                             | Pardubice           | Pardubice           |
| Byzhradec                        | Rychnov nad Kněžnou | Hradec Králové      |
| Bzenec                           | Hodonín             | Moravia meridionale |
| Bzová                            | Beroun              | Boemia centrale     |
| Bžany (Repubblica Ceca)          | Teplice             | Ústí nad Labem      |